# Huang Chih-hsiung
Huang Chih-hsiung (en xinès simplificat: 黄志雄; en xinès tradicional: 黃志雄; en pinyin: Húang Zhìxióng) (Taipei, República de la Xina 1976) és un taekwondista taiwanès, ja retirat, guanyador de dues medalles olímpiques. Posteriorment va exercir de polític a la cambra de representants de Taiwan.

## Carrera esportiva
Va participar, als 23 anys, en els Jocs Olímpics d'Estiu del 2000 realitzats a Sydney (Austràlia), on aconseguí guanyar la medalla de bronze en la categoria masculina de pes mosca (-58 kg). En els Jocs Olímpics d'Estiu de 2004 realitzats a Atenes (Grècia) aconseguí guanyar la medalla de plata en la categoria masculina de pes lleuger (58–68 kg).
Al llarg de la seva carrera ha guanyat 3 medalles en el Campionat del Món de taekwondo, destacant les medalles d'or els anys 1997 i 2003 en la modalitat de pes gall. Així mateix guanyà la medalla d'or en els Jocs Asiàtics de 2002.

## Carera política
El 2004 fou escollit membre de la cambra de representants del seu país en les eleccions legislatives del desembre d'aquell any, sent reelegit en les eleccions legislatives de gener de 2008 i del febrer de 2012 en representació del Kuomintang.